# Aphodius obscurus
Aphodius obscurus es una especie de coleóptero de la familia Scarabaeidae.

## Distribución geográfica
Habita en el paleártico: Europa y la mitad norte de Oriente Próximo.